# Banque de terminologie
Une banque de terminologie, base de terminologie, base de données terminologiques ou dictionnaire terminologique est une sorte de dictionnaire abordant la terminologie, c'est-à-dire le langage spécifique, d'une ou plusieurs spécialités, généralement disponible sur la Toile.

## Exemples
- FranceTerme : base terminologique française
- Grand Dictionnaire terminologique (GDT) : base terminologique canadienne
- Base de données lexicographiques panfrancophone (BDLP)
- Terminologie interactive pour l'Europe (IATE)
- TERMIUM Plus : base terminologique canadienne
- Système de référence terminologique de l'ONU (UNTERM)